# 察布查尔镇
察布查尔镇，是中华人民共和国新疆维吾尔自治区伊犁哈萨克自治州察布查尔锡伯自治县下辖的一个乡镇级行政单位。

## 行政区划
察布查尔镇下辖以下地区：
果尔敏路东街社区、果尔敏路西街社区、查鲁盖路西街社区、查鲁盖路东街社区、法里春社区、宁古齐牛录村和蒙霍尔村。